# Dlhá nad Váhom
Dlhá nad Váhom (em húngaro: Vághosszúfalu) é um município da Eslováquia, situado no distrito de Šaľa, na região de Nitra. Tem 9,07 km² de área e sua população em 2018 foi estimada em 883 habitantes.

## Demografia
| Ano:        | 1994 | 2004   | 2014   | 2024   |
| ----------- | ---- | ------ | ------ | ------ |
| Broj ljudi: | 878  | 906    | 864    | 925    |
| Razlika:    |      | +3,18% | -4,63% | +7,06% |

| Ano:               | 2023 | 2024   |
| ------------------ | ---- | ------ |
| Número de pessoas: | 928  | 925    |
| Diferença:         |      | -0,32% |